# Hermannia staurostemon
Hermannia staurostemon är en malvaväxtart som beskrevs av Karl Moritz Schumann. Hermannia staurostemon ingår i släktet Hermannia och familjen malvaväxter. Inga underarter finns listade i Catalogue of Life.